# Mezzo Forte: Красотки-головорезы
«Mezzo Forte: Красотки-головорезы» (яп. メゾフォルテ) — аниме студий Green Bunny и ARMS. Издано в России компанией MC Entertainment в режиссёрской (несокращённой) версии. В 2004 году вышло продолжение, состоящее из 13 серий — «Mezzo DSA» (яп. メゾ), на русском языке — «Mezzo: Игра со смертью».

## Сюжет
DSA (Danger Service Agency англ. Агентство опасных услуг) — действующая в одном из городов Японии организация, специализирующаяся (как это следует из названия), в первую очередь, на оказании опасных услуг — то есть мероприятиях, сомнительных с точки зрения законности. Однажды DSA получает от неизвестного, представившегося как Эмото, заказ на похищение человека; только после того, как DSA с трудом и риском для жизни выполняет заказ, выясняется, что похищенный — Момокити Момои, босс одного из кланов якудза. Во время похищения Момокити умирает; Курокава и Харада, напуганные возможной местью за смерть Момои, предлагают избавиться от тела и скрыться, но Микура, чей план под нажимом Эмото вынуждены одобрить её напарники, предлагает шантажировать семью Момои, потребовав от Момоми, девушки без стыда и совести, выкуп за отца.
Разгневанная похищением отца Момоми лично убивает не сумевших защитить его телохранителей и объявляет охоту на Микуру и её друзей, в чём ей оказывают помощь 2 мелких мошенника, некогда имевшие дело с DSA (разгадав замысел клиентов, намеревавшихся обмануть DSA, Микура и её друзья сами в свою очередь провели их). База DSA разгромлена, Харада и Курокава чудом избегают попадания в руки Момоми, но Микура, зашедшая по приглашению в гости к Эмото, схвачена людьми Момои. DSA предлагает Момоми новые условия сделки — жизнь Микуры в обмен на Момокити. Момоми соглашается — не намереваясь, однако, выполнять условия сделки, её цель — месть (в качестве первого шага на пути отмщения бессовестная Момоми лично избивает Микуру и позже отдаёт её — в качестве вознаграждения за предательство — на поругание тем самым 2 мошенникам, у которых давние счёты с DSA). 
Условленная встреча в боулинге «Peach Bowl» заканчивается кровопролитием, в ходе которого выясняется, что Микуре удалось — во время переговоров её партнёров с Момоми — бежать из-под стражи, оставив вместо себя свою копию-андроида. Люди Момоми, которым было поручено убить членов DSA, гибнут от руки Хироки, помощника Момокити (который и оказывается таинственным заказчиком Эмото), бессовестная Момоми пытается застрелить Микуру, но терпит фиаско и погибает сама. Открывший своё лицо и свои планы Хирока намерен устранить DSA, не зная, что был разоблачён ещё при первой встрече. Хирока гибнет при взрыве автомобиля Курокавы (тело после взрыва оказывается заброшенным на поле бейсбольного стадиона, где — как выясняется — члены DSA похоронили Момокити). Преследовавшие и предавшие членов DSA мошенники гибнут под обломками упавшей на них горящей машины.

## Персонажи
- Микура Судзуки (яп. 鈴木 海空来 Судзуки Микура)

Сэйю — Томоко Котани.
Выросла без отца, в детстве занималась бродяжничеством до тех пор, пока не познакомилась — после очередного задержания — с Курокавой, который тогда был сотрудником полиции. Позже вместе с Курокавой и Харадой создала Danger Service Agency (с англ. — «Агентство опасных услуг») — организацию, специализирующуюся, в первую очередь, на мероприятиях, сомнительных с точки зрения законности. Прекрасный стрелок, владеет боевыми единоборствами, в DSA является специалистом по силовым вопросам. Обладает обострённым восприятием, граничащим с паранормальными способностями — как и её главная антагонистка, Момоми Момои.
- Кенъити Курокава (яп. 黒川 健一 Курокава Кэнъити)

Сэйю — Таитиро Хирокава.
Отставной полицейский, официально — независимый журналист, фактически — глава DSA. После вынужденной отставки написал книгу разоблачительного характера о работе полиции, чем осложнил себе отношения с бывшими коллегами.
- Томохиса Харада (яп. 原田 智久 Харада Томохиса)

Сэйю — Такуми Ямадзаки.
В DSA — специалист по техническим вопросам. До знакомства с Микурой и Курокавой занимался незаконным производством и сбытом андроидов, за что и был задержан полицией. Отличается весьма специфической внешностью, напоминающей одновременно панка и растамана.
- Момокити Момои (яп. 桃井 桃吉 Момои Момокити)

Сэйю — Сёдзё Идзука.
Официально — владелец бейсбольного клуба «Peach Twisters», фактически — босс одного из кланов якудза. Склонен к насилию — вплоть до того, что лично разбирается с неугодными ему людьми. Аморален — имеет по меньшей мере 17 любовниц и одного внебрачного ребёнка. Любитель игры в боулинг.
- Момоми Момои (яп. 桃井 桃実 Момои Момоми)

Сэйю — Акеми Окамура.
Дочь Момокити Момои. Унаследовала от отца склонность к насилию (по слухам, первого человека она убила в возрасте 10 лет) и любовь к боулингу. По другой версии, её любовь к насилию появилась после того, как в юном возрасте она решила, что алый цвет крови — это цвет юности. Обладает обострённым восприятием, граничащим с паранормальными способностями — именно видения Момоми служат основным источником намёков на родство Микуры с семьёй Момои.
- Хирока (яп. 広岡 Хиро:ка)

Сэйю — Норио Вакамото.
По имени не упоминается. Правая рука Момокити Момои. Имеет свои виды на дело Момои; сюжет аниме начинается в тот момент, когда Хирока под видом отставного киллера нанимает DSA — якобы для того, чтобы обеспечить себе безопасный выезд из Японии.

## Медиа

### Аниме
Режиссёр, сценарист и дизайнер персонажей — Ясуоми Умэцу. Из-за содержащихся в аниме сцен сексуального характера в США и Японии первоначально было выпущено в 2 различных версиях: сокращённой, где эти сцены были удалены, и режиссёрской. В России показ сокращённой версии (65 минут) осуществлён по телеканалу «2x2».